# Мадурайський султанат
Мадурайський або Ма'абарський султанат (перс. مابار سلطنت) — мусульманська феодальна держава на півдні Індостану (сучасний штат Тамілнаду), що утворилася 1335 року. Утворилося після розпаду Делійського султанату. В результаті тривалої війни з Віджаянагаром султанат зазнав поразки та був захоплений 1378 року.

## Історія

### Заснування
З давніх-давен ці землі належали почергово різним державам — Чера, Пандья, Чола. Лише наприкінці XII ст. тут затвердилися володарі Пандья. 1311 року на південь вдерлися війська Делійського султанату на чолі з маліком Кафуром, який скористався боротьбою за трон всередині Пандья. Ще раніше мусульмани завдали поразки Хойсалам, а потім при їхній підтримці напали на Пандью. Остання у битві при Мадурі зазнала цілковитої поразки, а столицю було пограбовано. У 1314 та 1323 роках своїми походами війська Делійського султанату остаточного підкорили південь Індостану. Тут було організовано провінцією зі містом в Ма'абарі. Нею керував котвал (намісник). Відцентрові тенденції посилилися за часи володарювання делійського султана Мухаммада бен Туґлака, що посів трон 1325 року.
Скориставшись численними повстаннями у Бенгалії, Декані, Гуджараті, котвал Ма'абару Саїд Ахсан-хан (намісник з 1330 року) 1335 року оголосив незалежність та утворення Мадурайського султанату. Йому вдалося завдати поразки делійській армії султана Мухаммад-шаха II. Проте 1336 року утворилася держава Віджаянагар, яка відрізала султанат Асхан-хана (прийняв ім'я Джалал ад-дін Ахсан-шаха) від мусульманської держави Бахмані. З цього моменту почалася боротьба з Віджайнагаром за свої розширення, а потім збереження.

### Боротьба за існування
Для зазначення свого незалежного статусу Джалал-ад-дін Ахсан-шах став карбувати власну монету — срібний дірхем. Водночас постала потреба посилити владу султана на цих землях. У Ахсан-шаха була підтримка лише серед вояків, мусульманських чиновників та духовенства. Тому він став закликати до переїзду до Мадураю мусульман, переважно з Персії, Кандагару. Столицею стало місто Ма'абар (сучасне м. Тірупарапкундрам). Більшість з них становили шиїти. Джала-уд-дін Ахсан-шах володарював до 1339 року. Відомий своїм одруженням на доньці Ібн Батути, відомий мандрівника.
1339 року внаслідок заколоту Ахсан-шах загинув, а султаном став голова заколотників — мусульманський військовик Ала-уд-дін Удайджі-хан. Про він правив нетривалий час. Спочатку здійснив декілька успішних походів проти держави Хойсалів, але загинув 1340 року під час чергового походу проти Віра Балали III Хойсала.
Владу успадкував зять загиблого султана — Кут-ад-дін Фіроз-шах. Але через 40 днів його було вбито внаслідок заколоту військовика Гійас ад-дін Мухаммад-шаха Дамгані. Останній намагався усіляко зміцнити свою владу завдяки репресіями серед знаті. Водночас сумнівно «уславився» звірячою жорстокістю та садизмом для простих людей, переважно індусів. При цьому продовжував політику попередніх султанів щодо підкорення залишків держав Хойсалів та Пандья. 1343 року було завдано рішучої поразки війську Віра Балали III, якого було захоплено та страчено. Частину земель Хойсалів приєднано до Мадурайського султанату, а наступний правитель Хойсалів — Вірупакша визнав зверхність султанату. 1345 року було остаточно перемножено Пандью, землі яких захоплено військами Гійас ад-дін Мухаммад-шаха. Втім, того ж року султан загинув внаслідок невдалого прийому афродизіаків.
Новим султаном став небіж померлого — Насир ад-дін Махмуд-шах Газі, який намагався продовжити успішну зовнішню політику. 1346 року остаточно відбувся розподіл між Мадурайським султанатом та Віджаянагарською імперією. При цьому остання отримала більшу частину. Така ситуація зрештою призвела до конфлікту з Віджаянагаром. 1351 року махараджадхіраджа Віра Харіхарарая I атакував війська Махмуд-шаху газі, що спирався на арабську колонію в колишній державі Хойсалів. Султанська армія зазнала невдачі, проте не дозволила ворогові просунутися на власну територію. Бойові дії відбулися також 1352 року. 1354 року Віджаянагар на чолі з володарем Буккарою I успішно вдерся на землі султанату. 1355 року султана було вбито внаслідок невдоволення знаті його репресіями щодо військовиків та феодалів.
Після цього розпочалося послаблення Мадурайського султанату. Новий султан Шамс уд-дін Аділ-шах на деякий час відновив внутрішній спокій. У зовнішній політиці поставив за мету розширити землі держави на північний захід, дійшовши до кордонів султанату Бахмані. Але вимушений знову боротися проти Віджаянагару, успадкувавши війну з цією державою від померлого султана. З Буккараєю I війна тривала до смерті Аділ-шаха. При султані Фахр ад-дін Мубарак-шахі війна продовжилася з 1365 року.
Поступово султанат дедалі більше послаблювався та поступався Віджаянагару. 1371 року віджаянагарська армія під орудою Кумара Кампанни Молодшого вдерлася до Мадурайської держави, завдавши поразки султану, захопивши значну частину султанату. 1372 року наступний султан Ала ад-дін Сікандар-шах намагався змінити ситуацію, але 1378 року зазнав нищівної поразки й загинув. Мадурайський султанат було приєднано до Віджаянагарської імперії.